# Мир Али Бег I
Мир Али Бег I Великий (курд. Mîr Elî beg I Mezin, ум. в 1833) — езидский правитель начала XIX века, Эмир Шейхана и Всех езидов. Он родился в семье Мира Хасан Бега, правителя княжества Шейхан, земли которого к тому времени сократились и охватывали только несколько областей, населённых езидами — от Дахука до Харира, и от Мосула до гор Шангал (Синджарских гор). Административным центром княжества и резиденцией эмира был посёлок Баадра.

## Правление
Унаследовав престол, Али Бег, стал налаживать тесные связи с соседними курдскими князьями и проявлял чрезмерную активность в регионе. Хотя княжество курдов-езидов и было полунезависимым, всё же имело вассальные отношения с правителем Амедии (Имадии, Бахдинанского эмирата). 
Езиды вынуждены были иметь покровителя, защищавшего от соседних враждебных курдских племён, которые, прикрываясь религией, устраивали частые погромы. Эмир Амедии покровительствовал езидам, а их отношения были союзнические, что отбивало охоту нападения на езидов. И это при том, что сами курдские эмираты были подчинены туркам и являлись частью могущественной державы — Османской империи.
На протяжении веков на восточных окраинах Османской империи сохранялось неспокойное положение. Курдские правители часто поднимали восстание против султана и объявляли себя независимыми правителями, чеканили собственную монету, и не считались с центром. Кроме того, сами курдские эмиры враждовали между собой и зачастую, это приводило к затяжной вражде между аширетами.
В начале XIX века вспыхнула вражда между курдским племенем мзури и эмирами Бахдинана, которое в 1804 году вылилось в столкновение. Представители племени мзури ворвались в Амедию, схватили эмира Кубад-пашу и вместе с его братом заточили в темницу, после чего они разграбили город и оставались там до тех пор, пока по просьбе эмира Бахдинана Ахмед-паши на помощь не пришли езиды племени днан. Племя мзури было изгнано из Амедии, и порядок был восстановлен.
В то время между главой племени мзури Али-агой Балатаи и езидским эмиром Али Бегом тоже были натянутые отношения. Правитель Акры Исмаил-паша (тоже из бахдинанских принцев) старался положить конец межплеменным распрям и помирить соседей. Али Бег отправился на примирение к Али-аге Балатаи и ждал ответного визита. Принц Бахдинана Саид-паша уговорил езидского главу Али Бега убить Али-агу Балатаи и избавить всех от него, а на его место хотели поставить другого главой племени. Некоторые источники указывают, что эмир Бахдинана угрожал езидскому эмиру убить всю его семью, в случае если тот откажется это сделать. Подстрекательство бахдинанского эмира и ошибка Мир Али Бега впоследствии дорого обошлись езидам. Мир Али Бег убил Али-агу Балатаи и его сына Снджан-агу. Это убийство противоречит езидским канонам и племенным обычаям, и оно было осуждено езидским духовенством и главами аширетов. Этот поступок оказался роковым для езидов и стал причиной самого страшного побоища в их истории. Племянник Али-аги Балатаи — Мулла Яхья был авторитетным духовным лицом, который узнав об убийстве дяди, обратился к Саид-паше и к его брату Исмаил-паше, правителю Акры, чтобы тот отомстил за Али-агу. Но те не прислушались к нему, и более того, убили сына Муллы Яхьи, который начал искать помощи у могущественного правителя Равандуза (эмирата Соран) — эмира Мухаммеда Равандузи. Мухаммед-паша Равандузский в то время стал самым могущественным и самостоятельным правителем в Курдистане, он начал чеканить свою монету и объявил независимость от Османской империи. В то время османский султан был занят восстанием Мухаммад Али-паши в Египте, который объявил независимость от Османской империи. Между тем Мухаммед-паша уже присоединил несколько соседних курдских княжеств к своим владениям и намеревался захватить Бахдинанский эмират и езидские земли. Кроме того, для усиления своего молодого государства он нуждался в трофеях. В 1815 году ради власти он казнил своих родственников — двух своих дядей Тимур-хана и Вахби-бека и их сыновей, чтобы избавиться от претендентов на престол.
Зная об этом, Мулла Яхья призвал Мухаммед-пашу отомстить эмирам Бахдинана и их союзникам езидам. Мулла Яхья объявил фетву и благословил убийство езидов. Эмир Сорана Мухаммед-паша снарядил карательную экспедицию и двинулся на Шейхан. По пути его войска грабили и разоряли селения езидов, ассирийцев и курдов Бахдинана.
Брат Бахдинанского эмира Саид-бека — жаждущий власти Муса-бек примкнул к эмиру Сорана и поднялся против своего брата. В 1832 году войска эмира Сорана численностью 50 000 человек перешли в наступление. Эмир Саид-бек пытался остановить войска Мухаммед-паши и отправил войско во главе с Юнус-агой и Исмаил-пашой, но их силы были ничтожными, и они отступили.
Езиды собрались в дружины и оказывали сопротивление войскам соранского эмира, но силы были не равными. Езиды обратились в бегство. Войска эмира Сорана разоряли всё по пути, угоняли женщин и детей, а мужчин убивали или же заставляли принять их веру. Езидские селения вокруг Алькуша, Шейхана, Дахука, Башики, а также Бахзан, Хатар, Калак и другие были уничтожены. Как сообщает Абд аль-Фатах аль-Ботани, Мухаммед-паша во время столкновения езидами потерял глаз и потому вошёл в историю как Мире кора т. е. «Слепой эмир».
Обратившиеся в бегство езиды направились к Мосулу, но правитель города Мухаммед Саид-паша, испугавшись эмира Сорана, сжёг мост, чтобы тот не смог перейти через него. Бежавшие езиды тоже не смогли перейти, и войска курдского эмира настигли их, учинив резню. Войска Мухаммад-паши дошли до Шангала и Дахука, резали людей и часть угоняли. Придя в Шейхан, они захватили езидский храм Лалыш и разграбили его. Группа езидских женщин с детьми скрылась в пещере под храмом, но воины курдского эмира сторожили его. Они услышали голоса и плач детей, и, узнав о пещере, развели огонь у её входа. Находившиеся там задохнулись. Останки замурованных езидов до сих пор находятся в пещере и являются свидетельством резни, устроенной эмиром Равандуза.

## Смерть
В 1833 году в Шейхане войска схватили езидского правителя Мир Али Бега, связали его и забрали к Мухаммед-паше. Тот потребовал у него чтобы езиды перешли в их веру, но Мир Али Бег отказался. Езидского эмира и тех, кто не принял другую веру, казнили неподалёку от Эрбиля в ущелье, которое после этого называют Галийе Али-баг т. е. ущелье Али Бега. После этой резни многие езиды бежали высоко в горы Тур-Абдина и Хаккари, некоторые в Сирию, а часть рассеялась по другим районам. Эмир Сорана преследовал другие цели. С одной стороны, он хотел уничтожить езидов и избавить страну от них, с другой стороны расширить свои владения и стать единоличным и могущественным государем. В том же году османский султан послал большое войско для наказания непокорного курдского эмира, и с его самостоятельностью было покончено. Езидский правитель Али Бег довольно противоречивая фигура в истории езидов. Его поступок стал поводом для этого ужасного побоища, но с другой стороны он считается мучеником, который не отрёкся от своей веры. 